# Sergei Alexandrowitsch Rychtorow
Sergei Alexandrowitsch „Ax1Le“ Rychtorow (russisch Сергей Александрович Рыхторов; * 29. April 2002) ist ein russischer E-Sportler in der Disziplin Counter-Strike: Global Offensive, welcher aktuell für Cloud9 spielt.

## Karriere
Rychtorow begann seine Karriere im Februar 2018 beim Team 5balls, für welches er hauptsächlich in kleineren und Qualifikationsturnieren spielte. Im November 2018 wechselte er zu Gambit Esports, wo er erstmals größere internationale Turniere spielte.
Nachdem er im Mai 2019 bei Gambit auf die Bank gesetzt worden war, wechselte er einen Monat später zum Jugendteam Gambit Youngsters. In diesem Jahr erzielte er einen Halbfinaleinzug bei der WePlay! Forge of Masters Season 2.
2020 erzielte er zunächst einige kleinere Teamerfolge, bevor er im Oktober wieder zurück in das Haupteam von Gambit befördert wurde. Danach siegte er bei der DreamHack Open November 2020 und er beendete die DreamHack Open December 2020 auf dem 3.–4. Platz.
Im folgenden Jahr gewann Rychtorow die IEM Katowice 2022, den Pinnacle Cup I, die Epic CIS League Spring 2021, die IEM Summer, die  Blast Premier: Spring Finals 2021, die IEM XVI - Fall: CIS und das V4 Future Sports Festival - Budapest 2021. Zudem erreichte er den zweiten Platz bei der ESL Pro League Season 13, der DreamHack Masters Spring 2021, dem StarLadder CIS RMR 2021 und dem Blast Premier: World Final 2021. In seinem ersten Major-Turnier, dem PGL Major Stockholm 2021, erzielte er nach einer 2:0-Niederlage gegen Natus Vincere das Halbfinale. Neben seinen Teamerfolgen erhielt er von HLTV für seine Einzelleistungen zwei MVP-Auszeichnungen und er wurde als 5. in die Liste der zwanzig besten Spieler des Jahres gewählt. Überdies erreichte er mit seinem Team zwischenzeitlich den ersten Platz der Weltrangliste und sein Team wurde zum zweitbesten Team des Jahres gewählt.
Im April 2022 wechselte er zu Cloud9, nachdem er zuvor kurzzeitig unter dem neutralen Namen Players spielte.